# 오늘의 야구
오늘의 야구(Today's Baseball)는 스카이 스포츠에서 방송되어온 프로야구 하이라이트 프로그램으로 프로야구 시즌에만 방송되었다.
방송 당일에 열렸던 프로야구 경기들의 하이라이트를 주로 방송하고 있다. 프로야구 경기 하이라이트 본질에 가장 충실한 하이라이트 프로그램으로 평가 받는다. SPOTV에서는 KBO 하이라이트라는 이름으로 2016시즌까지 방송되었으나, 2017년 스포츠 타임 베이스볼 신설로 두 방송사가 별도의 프로그램을 가지게 된다. KBO 리그 하이라이트 프로그램 중에서 유일무이하게 여성 진행자 ,해설위원이 없고 스튜디오에서 진행되지 않는다. 스카이 스포츠가 2018 시즌부터 KBO 리그 중계를 하지 않게 되면서 역사속으로 사라진다.

## 같이 보기
- 아이 러브 베이스볼
- 베이스볼 S
- 야구 읽어주는 남자
- 워너 B
- 베이스볼 투데이
- 베이스볼 투나잇
- 먼데이 나잇 베이스볼
- 주간야구
- 야시장
- 불야성
- 스포츠 타임 베이스볼
- 합의판정
- 랭킹 베이스볼
- 베이스볼 어워즈